# Avo Piht
Avo Piht, född 29 november 1954 i Vilivalla, död 28 september 1994 i Östersjön, var en estnisk sjökapten och befälhavare på M/S Estonia. Han omkom i samband med Estoniakatastrofen.
Piht var andrekapten ombord på M/S Estonia. När Estonia förliste var Piht inte i tjänst, utan reste som passagerare med fartyget mot Stockholm för att där avlägga lotsprov. När olyckan inträffade på natten till den 28 september begav sig Piht till däck 7, där han tillsammans med båtsmannen Vello Ruben ledde evakueringsarbetet och delade ut flytvästar.

## Initial uppgift att han överlevt
Efter olyckan var han med på de första listorna över räddade personer, och hans överlevnad rapporterades till och med i SVT:s Aktuellts reportage där Nordström & Thulins VD Ronald Bergman uppgav att Piht överlevt och vårdades på sjukhus i Finland. Estland utfärdade då en Interpolefterlysning efter Piht, då han hade kunskaper om hur fartyget var konstruerat.[källa behövs]
Enligt Sveriges dåvarande Estlandsambassadör Lars Grundberg berodde ryktesspridningen om Pihts försvinnande på misstag i sammanställningen av listor över omkomna och överlevande. Fallet Piht blev mycket uppmärksammat i Estland och enligt Grundberg frodades ryktesspridningen om Pihts försvinnande av den då rådande politiska situationen i det nyligen självständiga Estland.